# Kissxsis
 Kissxsis (яп. キス × シス, укр. Поцілунок сестер) — сейнен-манґа, написана і проілюстрована Бо Дітамо. Манґа спочатку була надрукована як один екземпляр у січні 2004 року видавництвом Kodansha і виходила два рази на місяць у сейнен манґа-журналі Bessatsu Young Magazine; регулярна серіалізація почалася в тому ж журналі 11 грудня 2005. Всього вийшло 25 томів манґи. Оригінальний OVA-епізод був у комплекті з третім томом манґи, випущеного 22 грудня 2008 року. Виробництво аніме-адаптації з альтернативним переказом від сюжету OVA було оголошено 13 листопада 2009 року.

## Сюжет
Зведені сестри-близнючки головного героя Кейти, Ако і Ріко, люблять свого брата і хочуть стати для нього чимось більшим, ніж сестри. Тому вони постійно намагаються спокусити брата, але з цього нічого не виходить. Батьки Кейти також не заперечують проти його відносин з сестрами. Проте сам Кейта не бажає нічого подібного. Пізніше з'являються й інші дівчата, які також претендують на серце Кейти.

## Дійові особи
- Кейта Суміное (яп. 住之江 圭太, Суміное Кейта:)

Сейю — Кен Такеуті (Ken Takeuchi): Молодший брат, не пов'язаний зі своїми сестрами кровною спорідненістю (діти від різних шлюбів, його батько одружився вдруге, а біологічна мати померла, коли Суміное був малий). Спортсмен, учень 3 класу середньої школи (аналог 9 класу українських шкіл), пізніше після великих зусиль приймається до першого класу старшої школи його зведених сестер, де класною керівницею є Юдзукі Кір'ю. Хоча Кейта і вважає свої відносини з сестрами неправильними, проте визнає, що отримує від них задоволення. Коли він п'яний — бере ініціативу на себе і сам пристає до сестер, що при нагоді використовує Ако. Незважаючи на це, а також на те, що він погано себе контролює під час докучань до нього з боку сестер, як і раніше незайманий. В одній із глав манги зізнався самому собі, що не зможе віддати Ако і Ріко іншим хлопцям.
- Ако Суміное (яп. 住之江 あこ, Суміное Ако:)

Сейю — Аяна Такетацу (Ayana Taketatsu): Старша сестра-близнючка Ріко та зведена сестра Кейти. Яскрава та життєрадісна, 16-річна дівчина, учениця 1 класу старшої школи (аналог 10 класу українських шкіл). Членкиня шкільного комітету, президентка шкільної ради. Найрозумніша у сім'ї, інтелектуальна та освічена, має сильно розвинений материнський інстинкт, добре готує, що підтримується пристойною та врівноваженою поведінкою. Ако не сприйнятлива до алкоголю, однак імпульсивна і ревнива, коли справи стосуються її молодшого брата. Відмітна ознака: заколений чубчик на лівій стороні.
- Ріко Суміное (яп. 住之江 りこ, Суміное Ріко:)

Сейю — Юйкоу Тацумі (Yuiko Tatsumi): Молодша сестра-близнючка Ако та зведена сестра Кейти. Менш інтелектуальна, ніж її сестра, не вміє готувати і швидко п'яніє, проте відрізняється незвичайною хитрістю та рішучістю. Відмітна ознака: пластир на лівій щоці і зібране в хвіст волосся. Учениця 1 класу старшої школи. Членкиня шкільного комітету з дисципліни.
- Мікуні Міхару (яп. 三国 美春, Міхару Мікуні:)

Сейю — Іоріко Нагата (Yoriko Nagata): Учениця з класу Кейти, скромна і сором'язлива, постійно потрапляє з Кейтою в незручні ситуації і викликає цим гнів його сестер і вчительки.
- Юдзукі Кір'ю (яп. 桐生 夕月, Кірую Юдзукі:)

Сейю — Асамі Імаі (Asami Imai)
23-річна класна керівниця та вчителька японської історії, старша сестра Мікадзукі. Постійно лає себе за свої помилки, має тенденцію імпульсивно сприймати речі без з'ясування повної картини. Одним із прикладів є той, що вона не розуміє, що Ако та Ріко є зведеними сестрами Кейти, а не біологічними. Є великою шанувальницею аніме, манги та косплею, що приховує, квартира Юдзукі налічує велику колекцію товарів, книг, ігор і плакатів. Особливо популярною тема для неї є життя самураїв. У 25 главі манги з'ясовується, що вона незаймана. Неодружена та незалежна, вона закохується в Кейту і вважає, що його стосунки з сестрами — ненормальні настільки, що оголосила мало не хрестовий похід проти нього.
- Мікадзукі Кір'ю (яп. 桐生 三日月, Кірую Мікадзукі:)

Сейю — Асука Огаме (Asuka Ōgame): Молодша сестра Юдзукі, школярка молодших класів в школі Кейти. Також як і сестри Кейти, робить безуспішні спроби спокусити його.

## Медіа

### Манґа
Перший танкобон випущений 6 грудня 2007 видавництвом Kodansha за допомогою KC Delux, станом на 6 липня 2012-го доступно 10 томів, 11-й буде випущено у 2013. Манґа ліцензована у Тайвані Sharp Point Press.

### Аніме
У червні 2008 було анонсовано про аніме-адаптацію Kiss×sis, продюсером якої стане Feel. 22 грудня того ж року випущена перша OVA, екранізація третього тому манги, режисер — Муненорі Нава. Опенінг й ендінг для OVA-епізодів включає пісні «Our Honey Boy» (яп. ふたりのハニーボーイ Futari no Hanibōi?), виконавці — Аяна Такетацу та Юко Тацумі Ayana і «Starry Sky Story» (яп. 星空物語 Hoshizora Monogatari?) Нани Таканасі.
12-серійна аніме-адаптація манги тривала на телеканалі AT-X з 5 квітня по 21 червня 2010. Цензурний пререліз відбувся 28 березня 2010-го. Опенінг is «Balance Kiss» (яп. バランスKISS?) виконавців Аяни Такетацу і Юко Тацумі й ендінг «Our Steady Boy» Юй Огури та Каорі Ісіхари є музичними темами аніме.